# 中华人民共和国军事战略方针
中华人民共和国现行的军事战略方针为2015年5月国防白皮书《中国的军事战略》提出的“新形势下积极防御军事战略方针”。

## 简介
中国共产党军事战略思想的基本点是积极防御战略思想。在中华人民共和国成立前的革命战争实践中，中国共产党领导的军队形成了一整套积极防御战略思想，坚持战略上防御同战役战斗上进攻相统一，坚持防御、自卫、后发制人原则，坚持“人不犯我，我不犯人；人若犯我，我必犯人”。
中华人民共和国成立后，中央军委确立了积极防御军事战略方针，并且根据国家安全形势发展变化对积极防御军事战略方针的内容进行过多次调整。1956年，中华人民共和国国防部部长彭德怀元帅在第二次中央军委扩大会议上作了题为《关于保卫祖国的战略方针和国防建设问题》的讲话，系统阐述了中国的积极防御军事战略方针。
1993年，制定了新时期军事战略方针，将打赢现代技术特别是高技术条件下局部战争作为军事斗争准备基点。1992年11月9日，在军队一次会议上，中共中央总书记、中央军委主席江泽民指出：“现在国际形势发展很快，要密切注视把握形势的发展变化，正确决定我们的军事战略方针。”中央军委副主席张震同军委其他领导商量，并报请江泽民同意，于1992年12月上旬召开了一次军事战略问题座谈会。此后在张万年的领导下，中国人民解放军总参谋部向中央军委提出了关于军事战略方针的建议。军委常务会议经过多次讨论，采纳了总参谋部的意见，于1993年1月正式向江泽民呈送关于新时期军事战略方针问题的报告。在1993年1月召开的中央军委扩大会议上，江泽民代表中央军委提出，要将军事斗争准备的基点放在打赢现代技术特别是高技术条件下的局部战争上。这标志着新时期军事战略方针的正式确定。
2004年，充实完善新时期军事战略方针，将军事斗争准备基点调整为打赢信息化条件下的局部战争。
2015年5月26日，国务院新闻办公室发表了第一部专门阐述军事战略的国防白皮书《中国的军事战略》。该白皮书对中国的安全形势作出了新判断，第一次系统阐述了新的历史时期中国军队的使命和战略任务，介绍了积极防御战略思想以及新形势下积极防御军事战略方针。这是自1998年以来中国政府第9次发表国防白皮书。白皮书提出了“新形势下积极防御军事战略方针”作为中国的军事战略方针，指出“中国社会主义性质和国家根本利益，走和平发展道路的客观要求，决定中国必须毫不动摇坚持积极防御战略思想，同时不断丰富和发展这一思想的内涵。”并提出“根据战争形态演变和国家安全形势，将军事斗争准备基点放在打赢信息化局部战争上。”“新形势下积极防御军事战略方针”的重点是：立足打赢信息化局部战争，创新基本作战思想，优化军事战略布局，坚持战略指导原则。